# Lopadea Nouă

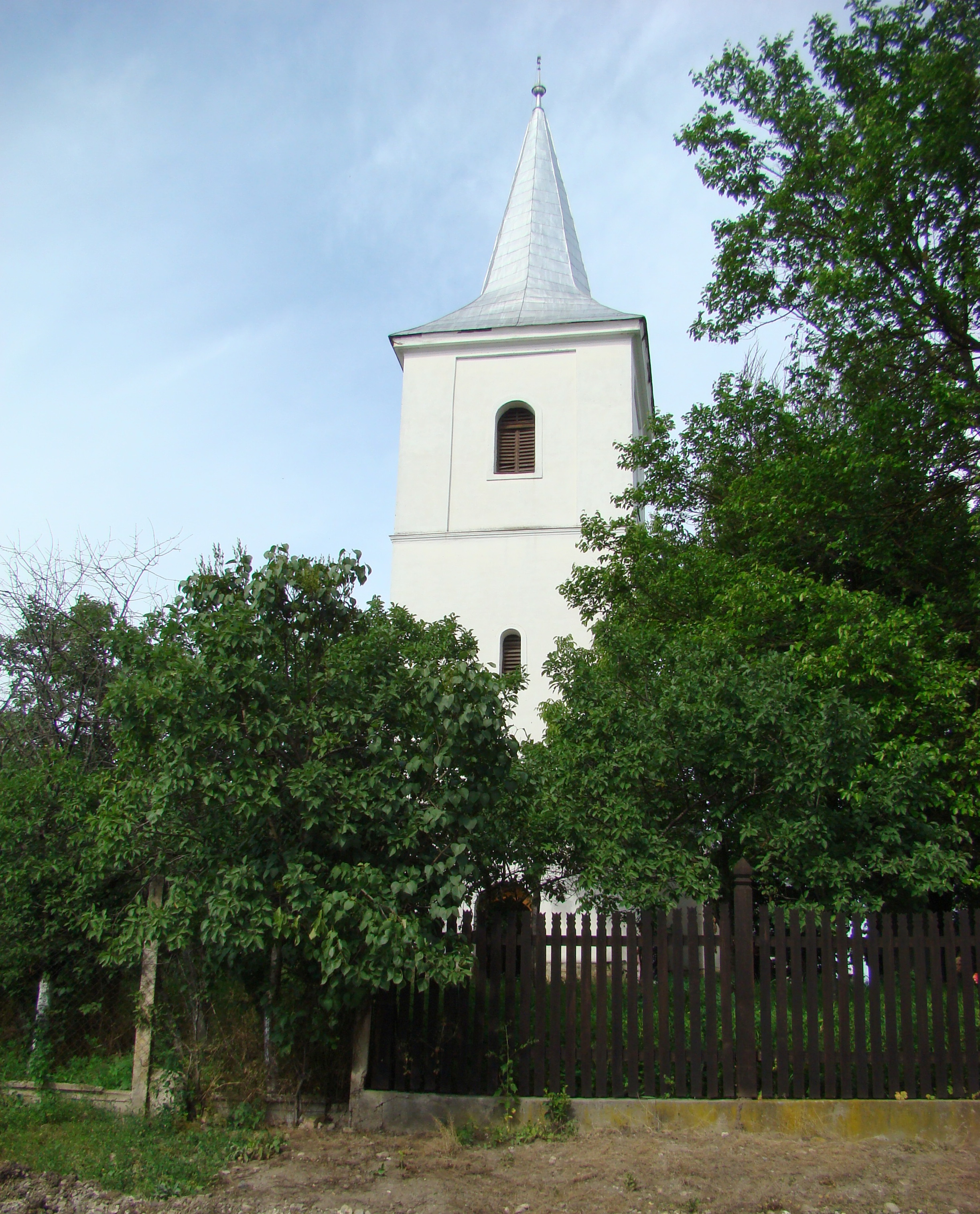
Hongaars Gereformeerde Kerk

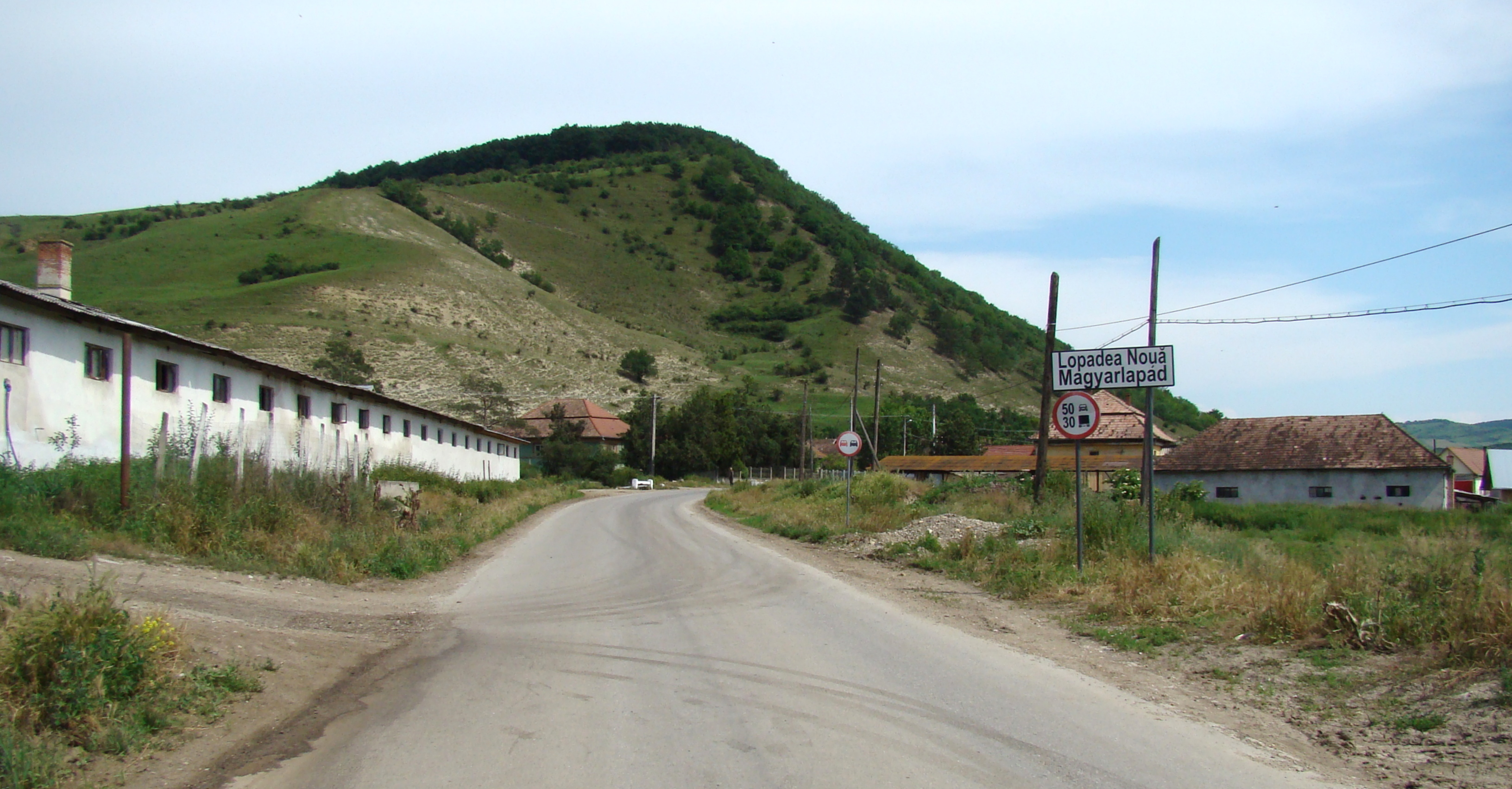
Komgrens van Lopadea Noua / Magyarlapád

Lopadea Nouă (Roemeens) of Magyarlapád (Hongaars) is een gemeente in Alba. De gemeente ligt in de regio Transsylvanië, in het westen van Roemenië.
De bevolking bestaat voor 52% uit etnische Hongaren (census 2011). 
De gemeente bestaat uit 8 dorpen: 
- Asinip (Asszonynépe)
- Băgău (Magyarbagó)
- Beța (Magyarbece)
- Cicârd (Csengerpuszta)
- Ciuguzel (Fugad)
- Lopadea Nouă
- Ocnișoara (Kisakna)
- Odverem (Vadverem)

In de hoofdplaats van de gemeente vormen de Hongaren met 940 van de 1006 inwoners een zeer ruime meerderheid. Ook het dorp Beţa / Magyarbece heeft met 380 Hongaren op een bevolking van 398 een etnisch Hongaars karakter. Bagau had in 2002 569 inwoners 452 waren Roemeens en 115 Hongaars. De andere dorpen kennen een vrijwel volledig Roemeense bevolking.

## Geschiedenis
Tussen 1030 en 1038 wordt de plek al beschreven als Transsilvanis partibus villam Lapath, in 1177 wordt de plaats in geschriften Lapad genoemd. De plaats is in 1030 in bezit van een abdij, in 1296 komt het in bezit van de kapittelkerk van Boeda. Tijdens tegenslagen in de 17e eeuw neemt de bevolking flink af, de plaats wordt later versterkt door de komst van de Hajduken, plattelanders die zich vrijvochten als lijfeigenen. 
De plaats was onderdeel van het Hongaarse Koninkrijk en behoorde tot het comitaat Alsó-Fehér (Neder-Fehér). In 1918 namen Roemeense troepen de plaats in en vanaf 1920 werd de gemeente samen met de rest van Transsylvanië onderdeel van het Koninkrijk Roemenië. 

## Demografie
De gemeente laat zich kenmerken als een typische plattelandsgemeente, de bevolking neemt al lange tijd af.
Tijdens de volkstelling van 1977 had de gemeente nog 4.403 inwoners, in 2011 was dit teruggelopen naar 2.759 inwoners. 
De bevolkingssamenstelling is sinds die tijd ook verandert ten voordele van de Hongaren die minder hard terugliep dan die van de Roemenen.
In 2011 was de bevolking als volgt:
- 1.431 Hongaren (52,8%)
- 1.269 Roemenen (46,8%)
- 9 Roma (0,3%)

Tijdens de volkstelling van 2021 was dit de uitkomst:
In totaal 2359 inwoners;
- 1209 Hongaren (53,3%)
- 1052 Roemenen (46,4%)
- 92 geen nationaliteit
- 6 Roma

### Hongaarse gemeenschap
In de hoofdplaats is een Hongaarstalige basisschool, verder bestaat daarnaast het Magyarlapádi Szórványkollégium, een onderwijsinstituut waar kinderen vanaf voorschoolse opvang tot en met de basisschool les krijgen in de Hongaarse taal. Er is een internaat aan verbonden voor kinderen die verder weg wonen. Het is opgericht in 2016 nadat de Hongaars Gereformeerde Kerk na lange procedures haar bezittingen in het dorp terugkreeg van de Roemeense staat (de afwikkeling van het communisme).
In het dorp is verder een actieve cultureel genootschap dat Hongaarse dansavonden en zomerdanskampen organiseerd (volksdansen). De plaatselijke Hongaars gereformeerde kerk is in 2018 volledig gerestaureerd. 
Steden met gemeentestatus: Alba Iulia · Aiud · Blaj · Sebeș

Steden zonder gemeentestatus: Abrud · Baia de Arieș · Câmpeni · Cugir · Ocna Mureș · Teiuș · Zlatna

Gemeenten: Albac · Almaşu Mare · Arieșeni · Avram Iancu · Berghin · Bistra · Blandiana · Bucium · Câlnic · Cenade · Cergău · Ceru-Băcăinți · Cetatea de Baltă · Ciugud · Ciuruleasa · Crăciunelu de Jos · Cricău · Cut · Daia Română · Doștat · Fărău · Galda de Jos · Gârda de Sus · Gârbova · Hopârta · Horea · Ighiu · Întregalde · Jidvei · Livezile · Lupșa · Lopadea Nouă · Lunca Mureșului · Meteș · Mihalț · Mirăslău · Mogoș · Noșlac · Ocoliș · Ohaba · Pianu · Poiana Vadului · Ponor · Poșaga · Rădești · Râmeț · Rimetea · Roșia de Secaș · Roșia Montană · Sălciua · Săliștea · Sâncel · Săsciori · Sântimbru · Scărișoara · Stremț · Șibot · Sohodol · Șpring · Șugag · Șona · Unirea · Vadu Moților · Valea Lungă · Vidra · Vințu de Jos